# Крабтри, Джимми
Джеймс Уильям Крабтри (англ. James William Crabtree; 23 декабря 1871 — 18 июня 1908), более известный как Джимми Крабтри (англ. Jimmy Crabtree) — английский футболист, выступавший на позициях защитника и хабвека. Наиболее известен по выступлениям за клубы «Бернли», «Астон Вилла» и «Плимут Аргайл», а также за национальную сборную Англии. Четырёхкратный чемпион Англии и обладатель Кубка Англии в составе бирмингемского клуба «Астон Вилла».

## Клубная карьера
Начал футбольную карьеру в команде «Бернли Ройал Свифтс», после чего выступал за резервную команду «Бернли». В сезоне 1889/90 провёл за «Бернли» 3 матча и забил 1 гол в рамках Футбольной лиги. В 1890 году перешёл в «Россендейл Юнайтед», где провёл один сезон. В 1891 году стал игроком клуба «Хейвуд Сентрал», где также сыграл один сезон.
В 1892 году вернулся в «Бернли», став основным левым защитником основной команды. Провёл за команду 69 матчей и забил 8 голов в Футбольной лиге с 1892 по 1895 год.
20 мая 1895 года перешёл в бирмингемский клуб «Астон Вилла» за 250 фунтов. Его также хотел подписать ливерпульский «Эвертон», но клубы не договорились по условиям перехода. Дебютировал за «Виллу» 2 сентября 1895 года в матче Первого дивизиона против «Вест Бромвич Альбион». Под руководством Джордж Рэмзи он играл как на привычной для себя позиции защитника, так и в роли хабвека. В первом же своём сезоне в «Вилле» Крабтри стал чемпионом Англии, сыграв 28 матчей и забив 4 гола. В сезоне 1896/97 «Астон Вилла» выиграла «дубль», завоевав как чемпионский титул, так и Кубок Англии (обыграв в финальном матче «Эвертон», причём именно Крабтри забил победный гол).
В сезоне 1898/99 Кратри провёл за «Виллу» 30 матчей и забил 2 гола и помог команде вновь выиграть чемпионат. В следующем сезоне он провёл за команду только 17 матчей, когда его команда вновь стала чемпионом Англии. 12 апреля 1902 года Джимми провёл свою финальную игру за «Астон Виллу»: это был матч против «Гримсби Таун». В общей сложности сыграл за клуб 202 матча и забил 8 голов.
В январе 1904 года перешёл в «Плимут Аргайл». Провёл за команду 4 матча в Южной лиге, после чего завершил карьеру из-за травмы.

## Карьера в сборной
3 марта 1894 года дебютировал за сборную Англии в  матче против сборной Ирландии. В матче против Ирландии 18 февраля 1899 года стал первым игроком в истории сборной Англии, исполнившим пенальти, но не забил, поэтому также стал первым не забившим пенальти игроком сборной Англии (по другим данным, нереализованный пенальти исполнял Г. О. Смит). Всего провёл за сборную 14 матчей. Его последней игрой за сборную стал матч против сборной Уэльса 3 марта 1902 года. В составе сборной выходил на поле на пяти разных позициях — левого, правого и центрального хавбека, а также правого и левого защитника.

## Достижения
Астон Вилла
- Чемпион Англии (4): 1895/96, 1896/97, 1898/99, 1899/1900
- Обладатель Кубка Англии: 1897

## После завершения карьеры игрока
После завершения карьеры игрока в 1905 году тренировал ряд клубов нижних дивизионов, после чего вернулся в «Астон Виллу», где стал скаутом. Также владел пабом в Бирмингеме.
Умер 31 мая 1908 года в возрасте 38 лет в результате «несчастного случая» на фоне злоупотребления алкоголем.